# Panamerikanische Spiele 2011/Teilnehmer (Uruguay)
| Gelbes Symbol für Goldmedaillen mit stilisierten Olympischen Ringen | Graues Symbol für Silbermedaillen mit stilisierten Olympischen Ringen | Braundes Symbol für Bronzemedaillen mit stilisierten Olympischen Ringen |
| ------------------------------------------------------------------- | --------------------------------------------------------------------- | ----------------------------------------------------------------------- |
| —                                                                   | 3                                                                     | 2                                                                       |

Uruguay nahm an den XVI. Panamerikanischen Spielen 2011 im mexikanischen Guadalajara mit einer Delegation von 113 Sportlern teil.
Die uruguayischen Sportler gewannen im Verlauf der Spiele insgesamt fünf Medaillen, davon drei Silber- und zwei Bronzemedaillen.

## Teilnehmer nach Sportarten

### Basketball
- Emiliano Bastón
- Nicolás Borsellino
- Hernando Cáceres
- Bruno Fitipaldo
- Federico Haller
- Iván Loriente
- Reque Newsome
- Joaquín Osimani
- Martín Osimani
- Juan Pablo Silveira
- Sebastián Vázquez
- Santiago Vidal

### Beach-Volleyball
- Nicolás Zanotta
- Guillermo Williman
- Lucía Guigou
- Fabiana Gómez

### Eislauf
- Lucía Rivas

### Fußball

#### Herrenmannschaft
- Mathías Abero
- Emiliano Albín
- Matías Britos
- Jonathan Cubero
- Guillermo De Los Santos
- Adrián Gunino
- Martín Rodríguez
- Leonardo Pais
- Gonzalo Papa
- Facundo Píriz
- Mauricio Prieto
- Federico Puppo
- Diego Rodríguez
- Gianni Rodríguez
- Maximiliano Rodríguez
- Gastón Silva
- Santiago Silva
- Tabaré Viudez
  - Die uruguayische Mannschaft belegte den 3. Platz (Bronze)

### Gewichtheben
- Mauro Acosta (Klasse bis 62 kg)

### Handball

#### Damenmannschaft
- Noelia Artigas
- Paula Basaistegui
- Jussara Castro
- Soledad Faedo
- Eliana Falco
- Alejandra Ferrari
- Mariana Fleitas
- Paula Fynn
- Mariana Gómez
- Fernanda Marrochi
- Ornella Palla
- Mercedes Saiz
- Fabiana Sención
- Rossina Soca
- Macarena Trucco

### Judo
- Sergio Sar (Klasse bis 73 kg)

### Karate
- Pablo Layerla (Kumite -84 kg)

### Leichtathletik
- Rodolfo Casanova (Diskuswurf)
- Alexander De los Santos (5000 Meter)
- Deborah Gyurcsek
Stabhochsprung: 12. Platz[1]
- Emiliano Lasa (Weitsprung)
- Déborah Rodríguez  (400 Meter Hürden)
- Andrés Silva (400 Meter Hürden)

### Moderner Fünfkampf
- Luis Siri
22. Platz[2]

### Pelota
- Jimena Miranda
Gummiball/Frauen: 2. Platz (Silber)
- Camila Naviliat
Gummiball/Frauen: 2. Platz (Silber)
- Carlos Buzzo
Gummiball/Männer: 2. Platz (Silber)
- Enzo Cazzola
Gummiball/Männer: 2. Platz (Silber)
- Gastón Dufau
Lederball/Männer: 2. Platz (Silber)
- Pablo Baldizán
Lederball/Männer: 2. Platz (Silber)
- Raúl Comesaña
- Fausto Alejandro Lancelotti
- Elder Tavares
- Lucas Rivas

### Reiten
- Marcelo Chirico (Springreiten)
- Carlos Cola (Springreiten)
- Martín Rodríguez (Springreiten)
- Federico Daners (Springreiten, Vielseitigkeit)
- Gimena Fernández (Vielseitigkeit)

### Rudern
- Rodolfo Collazo
- Emiliano Dumestre
- Leandro Salvagno
- Jhonatan Esquivel
- Germán Anchieri
- Martín Saldivia

### Rugby
- Manuel Martínez
- Felipe Berchesi
- Sebastián Cuello
- Germán Albanell
- Alberto Román
- Alejo Parra
- Rodrigo Espiga
- Juan Martín Llovet
- Rodrigo Martínez
- Santiago Arocena
- Agustín Ormaechea
- Federico Favaro

### Schießen
- Diana Cabrera
Luftgewehr, 10 Meter: 28. Platz / 374 Punkte[3]
- Rudi Lausarot
Luftgewehr, 10 Meter: 21. Platz / 577 Punkte[4]

### Schwimmen
- Martín Kutscher (200 m Freistil, 4×100-Meter-Freistil-Staffel)
- José Gabriel Melconián (50 m Freistil, 100 m Freistil, 4×100-Meter-Freistil-Staffel)
- Martín Melconián (100 m Brust)
- Joel Romeu (200 m Schmetterling, 200 m Lagen, 400 m Lagen, 4×100-Meter-Freistil-Staffel)
- Rodrigo Cáceres (4×100-Meter-Freistil-Staffel)
- Inés Remersaro (100 m Rücken, 200 m Rücken)

### Segeln
- Andrea Foglia (Laser Radial)
- Alejandro Foglia (Laser Standard)
- Pablo Defazio
Snipe: 3. Platz (Bronze)
- Manfredo Finck
Snipe: 3. Platz (Bronze)

### Synchronschwimmen
- Sofía Orihuela
- Florencia Rodrigo

### Taekwondo
- Mayko Votta (Klasse bis 58 kg)

### Tennis
- Martín Cuevas (Einzel, Doppel)
- Ariel Behar (Einzel, Doppel)
- Federico Sansonetti (Einzel)

### Triathlon
- Martín Oliver
- Virginia López